# Bose-Einsteinov kondenzat
Bose-Einsteinov kondenzat je stanje snovi, ki ga zavzamejo bozoni, ohlajeni na temperaturo blizu absolutne ničle. Prvič sta ga dosegla leta 1995 Eric Allin Cornell in Carl Edwin Wieman na Univerzi Kolorada v Boulderju z uporabo plina rubidijivih atomov ohlajenih na 170 nanokelvinov (nK). Pod temi pogoji je velik del atomov padel na najnižje kvantno stanje, na katerem kvantni pojavi postanejo vidni na makroskopskem merilu.
To stanje sta med letoma 1924 in 1925 v splošnem napovedala Satjendra Nat Bose in Albert Einstein.